# Christoph Neubronner
Christoph Neubronner (* 16. Februar 1960 in Königstein im Taunus) ist ein deutscher Jazz-Pianist, der vor allem durch seine Spielart in der Tradition von Oscar Peterson bekannt geworden ist. Er steht in verwandtschaftlicher Linie zu Julius Neubronner.
Er erhielt ab seinem neunten Lebensjahr Klavierunterricht, wobei sich sehr schnell seine Vorliebe für das Improvisieren herausbildete. Nach einer längeren, intensiven Beschäftigung mit der Musik von Emerson, Lake and Palmer kam er mit 15 Jahren das erste Mal mit dem Jazz in Berührung. Durch sein absolutes Gehör und sein Improvisationstalent wurde der Jazz sehr schnell zu seiner musikalischen Heimat. Von diesem Zeitpunkt stand diese Stilrichtung neben der Klassik im Mittelpunkt seiner musikalischen Arbeit.
Seit Mitte der 1980er Jahre arbeitet er mit einer Reihe bekannter Jazzmusiker insbesondere im Rhein-Main-Gebiet zusammen; so gehört er u. a. zum Sextett von Frank Runhof. Er spielt aber auch mit europäischen und internationalen Jazzgrößen wie Bill Ramsey und Greetje Kauffeld und trat auch mit Dave Weckl und John Patitucci auf.
Seit 1999 war er bis zur Auflösung der Band festes Mitglied des Siggi Gerhard-Swingtetts.